# Racinette
 (mai 2021).

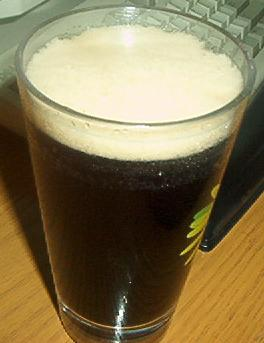
Un verre de racinette

La racinette au Québec ou root beer en anglais (litt. « bière de racine ») est une boisson gazeuse nord-américaine sucrée aux arômes de sassafras et salsepareille, et autres extraits de plantes.
Elle est surtout vendue aux États-Unis, au Mexique et au Canada. Au Québec, la racinette est appelée bière de racine, lorsqu'elle est alcoolisée. La plupart des racinettes commercialisées sont cependant non alcoolisées.

## Description
La première version commerciale de ce soda est attribuée au pharmacien Charles Elmer Hires (en) (1851-1937) en 1876, un quaker militant abstème à Philadelphie. La prohibition américaine de 1919 à 1933 a aidé le succès de ce genre de succédané de boisson alcoolique.
La racinette était originellement à base de racine de sassafras, mais la Food and Drug Administration (FDA), à la suite de la découverte de la possible cancérogénicité du safrole, interdit l'usage de cet ingrédient en 1960. Le comité scientifique de la Direction générale de la santé et des consommateurs de la Commission européenne a conclu à la génotoxicité et à la cancérogénicité du safrole en 2011. À la suite de l’interdiction de 1960, les fabricants ont créé des mélanges d'arômes pour s'approcher de la saveur du sassafras.
Les arômes couramment utilisés dans la fabrication de ce soda sont : la salsepareille et le Smilax glyciphylla (Sweet Sarsaparilla), la gaulthérie couchée (Wintergreen), l'aralie à tige nue, l'épinette rouge, l'épinette noire, l'épinette de Sitka, la muscade, le clou de girofle, le cachou, l’anis vert, la bardane, l’écorce de cerisier noir, l'écorce de bouleau, la réglisse, la vanille, la mélasse, la cannelle et le miel. De nombreux autres arômes peuvent être également utilisés. La root beer a des arômes d'épinette. La tenue de la mousse est parfois obtenue par adjonction de tensioactifs, souvent de l'extrait de bois de Quillaja saponaria (Quillaia Extract) et de la gomme arabique, parfois du manioc. La couleur est donnée par le caramel et la mélasse.
L'effervescence est produite par ajout artificiel de dioxyde de carbone, ou naturellement par fermentation alcoolique du sucre ajouté (comme pour les bières) ; dans ce dernier cas elle peut contenir jusqu'à 2,5 % d'alcool par volume.  La boisson est édulcorée par divers ingrédients : sirop de maïs, saccharose, mélasses, ou autres, aspartame, etc.
Bien qu'étant une boisson de type cola, la racinette contient rarement ou très peu de caféine.

## Marques
- A&W
- Mug Root Beer
- Barq's
- IBC Root Beer
- Stewart's Fountain Classics
- Kiri
- Carters
- Santa Cruz (Root Beer Bio)
- Stewart's
- Shasta
- Cruz Blanca (Costa Rica)
- Tonicol (México)

Il existe de nombreuses variantes régionales et fabrications artisanales.